# Antonio Tiberi
Antonio Tiberi, född 24 juni 2001 i Frosinone, är en italiensk professionell landsvägscyklist.

## Karriär
Tiberi har cyklat professionellt sedan 2020. Bland hans meriter kan nämnas 1 etappseger i Ungern runt år 2022. År 2019 vann han guld i tempolopp för juniorer.

## Kontrovers
I juni 2023 när Tiberi skulle testa ett luftgevär nära sitt hem i San Marino sköt han ihjäl turistministerns katt. Tiberis dåvarande cykelstall Trek-Segafredo stängde av honom i 20 dagar utan lön och fördömde starkt Tiberis handlingar. Tiberi tävlar numer för Bahrain - Victorious.